# Maria Stefania
Maria Stefania (* 1980 in Deutschland) ist eine deutsche Sängerin. Sie wurde vor allem als Sängerin des Trance-Projektes Noémi bekannt.

## Leben
Maria Stefania begann bereits mit vier Jahren zu singen. In ihrer Kindheit und Jugend nahm sie Klavier- und Tanzstunden. Außerdem nahm sie an einigen Talentwettbewerben teil. Ihre professionelle Karriere begann 1999. Für Universal Records nahm sie als Stefania den Song Don’t Break My Heart auf, eine Coverversion des 1980er Jahre Hits von Den Harrow, der sich in Deutschland auf Platz 67 platzieren konnte. Sie beteiligte sich auch noch an anderen Dance-Projekten wie Planet Violet von Nalin Inc.
Anschließend gründete sie zusammen mit den Trance-/ und House-Produzenten Manfred Hölter, Thorsten Kipka, Thomas Detert und Mike Griesheimer das Projekt Noémi, mit dem sie drei Singlehits hatte. Nach anschließenden Problemen mit der Plattenfirma JIVE/Zomba Records, die ihre Dance-Abteilung schlossen, verließ sie das Projekt wieder und versuchte sich erfolglos unter ihrem alten Künstlernamen Stefania als Popsängerin.

## Diskografie
Mit Noémi
- siehe Noémi#Diskografie

Als Stefania
- 1999: Don’t Break My Heart (Single, Universal Records)